# Bet bet
bet bet (с латыш. — «но но») — латвийская поп-рок-группа. Основана в 1991 году в Риге. В состав группы входят барабанщик и автор текстов Гунтар Рачс, певец Зигфрид Муктупавелс, басист Андрис Алвикис и гитарист Угис Тирзитис. Группа участвовала в конкурсе песни «Микрофон» (победа в опросе «Vecais ratiņš» 1991 года и рок-конкурсе 1993 года) и выиграла конкурс «Liepājas Dzintars» (1993).
Самые популярные песни группы: «Kāpēc man nav sarkans mersedess?», «Mana mīļā meitene», «Vakara vējā» и «Nakts».

## История
Группа была основана в марте 1991 года, после распада популярных тогда групп Jauns Mēness и Zodiac. Барабанщик Гунтар Рачс, басист Айвис Калванс и гитарист Угис Тирзитис покинули Jauns Mēness после гастролей в США. Тогда же вернулся из США скрипач и певец группы Zodiac Зигфрид Муктупавелс, который повстречался с Рачем в Риге, на улице Кришьяня Барона. Вместе они и решили создать новую группу. Название группы, которое со временем сбило многих с толку, не имеет конкретного значения. Оно было придумано, потому что в то время казалось оригинальным и забавным.
Позже в 1991 году группа привлекла другого гитариста Айвара Гудрайса, став квинтетом. Группа с самого начала была очень популярна: пик славы пришелся на 1993 год, когда bet bet постоянно давали концерты и снимали клипы. Затем группа столкнулась с творческим кризисом — часто Рачс и Муктупавелс выступали только дуэтом. Хотя группа выиграла в конкурсе «Микрофон» с песней «Vakara vējā», группа объявила о своем роспуске во время церемонии награждения в прямом эфире.
Хотя bet bet официально была распущена в 1994 и 1995 годах, Рачс продолжал выступать дуэтом с Муктупавелсом. В 1996 году группа воссоединилась, но не сразу добилась столь большого успеха. В 1997 году группа снова обрела большую известность, выпустив альбом Laiks iet, в котором, следуя музыкальным тенденциям, звучит танцевальная музыка. Песни «Kāpēc man nav sarkans mersedess?» и «Pēdējo reiz» — главные хиты альбома. В 1998 году группа косвенно начала сотрудничество с композитором Раймондом Паулсом, выпустив новые версии его песен в альбоме Nepārmet man. Паулс оценил этот альбом, поэтому начал выступать и писать песни вместе с группой. Эта группа продюсировала мюзикл Паулса и Рачса «Leģenda par Zaļo Jumpravu» (с латыш. — «Легенда о Зелёной Деве»).
В 2006 году группу покинул бас-гитарист Айвис Калванс, вместо него начал играть на басу бывший музыкальный коллега Рачса Андрис Алвикис. Группа по-прежнему продолжает активно выступать с концертами.

## Состав группы

### Текущий
- Гунтар Рачс — ударные, голос (с 1991)
- Зигфрид Муктупавелс — голос (с 1991)
- Угис Тирзитис — гитара (с 1991)
- Андрис Алвикис — бас-гитара (с 2006)

### Бывшие участники
- Айвис Калванс (1991—1993, 1996—2006)
- Айвар Гудрайс (1991—1993)

## Дискография

### Альбомы
- Mana mīļā meitene (1992)
- Tādā garā (1993)
- Laiks iet (1997)
- Burvīga Nakts (1998, совместно с хором мальчиков музыкальной школы имени Язепа Медыня)
- Nepārmet man (1998)
- Ceļš, kuru iet (2000)
- Palmas zaļo vienmēr (2006)
- Vasara nebeigsies nekad (2015, совместно с Раймондом Паулсом)
- Pērļu zvejnieks (2016, совместно с хором мальчиков музыкальной школы имени Язепа Медыня)

### Сборники
- Greatest Hits. Dziesmu izlase (1992)
- Nekad nekad: Labākās dziesmas 1991—1996 (1996)
- 20 labākās dziesmas (2010)